# Landeskriminalamt Brandenburg

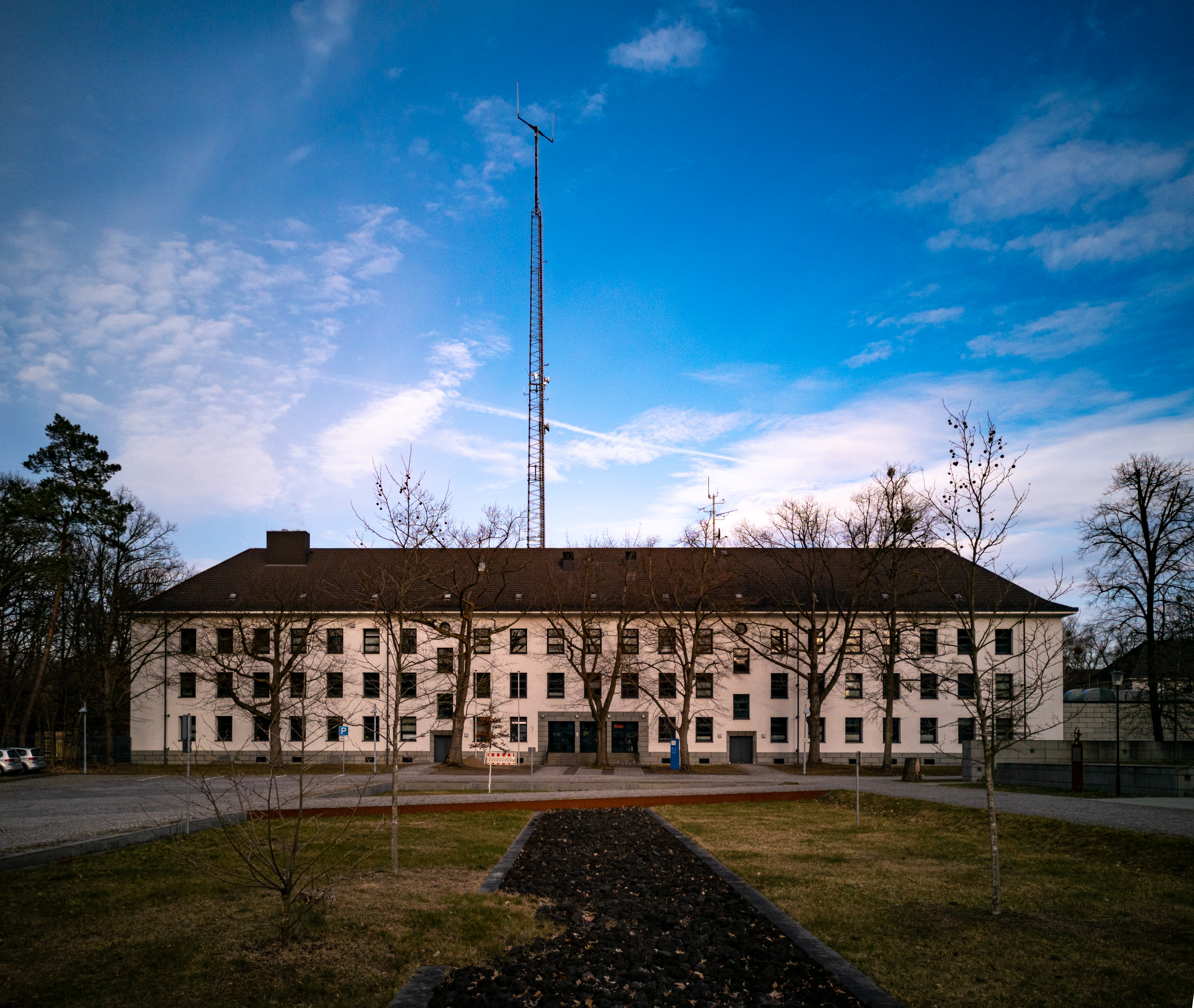
Landeskriminalamt Eberswalde

Das Landeskriminalamt Brandenburg ist eine Landesoberbehörde in Form eines Landeskriminalamtes bei der Polizei Brandenburg mit Sitz in Eberswalde.
Im Landeskriminalamt liegt die Ermittlungsführung und die Leitlinienkompetenz der Verbrechensbekämpfung sowie die Kriminalprävention.

## Auftrag und Organisation
Die Behörde ist Teil des Polizeipräsidiums Brandenburg. Beim Landeskriminalamt Brandenburg werden eigene Ermittlungsverfahren sowie Servicefunktionen für das gesamte Land wahrgenommen. Das LKA hat die alleinige Zuständigkeit bei allen Ermittlungen wegen des Verdachts Organisierter- und Wirtschaftskriminalität. Hinzu kommen auch Ermittlungen bei Landes-, Friedens- und Hochverrats sowie bei Bildung einer terroristischen Vereinigung.
Damit die verschiedenen Problemfelder besser analysiert werden können, werden Lagebilder erstellt. Die Kriminaltechniker und die Spezialeinheiten stehen nicht nur dem eigenen Bundesland, sondern der ganzen Republik zur Verfügung.
Das LKA unterhält folgende Außenstellen: Cottbus, Frankfurt (Oder) und Potsdam. Direktor ist Dirk Volkland. Von 2004 bis 2011 war Dieter Büddefeld der Leiter des LKA.